# صالح خريسات
صالح رضوان خريسات (10 مارس 1960 - 2 يناير 2013) هو أديب أردني، وكاتب صحفي، ومعد برامج على الإذاعة والتلفزيون الأردني.

## حياته ونشأته
ولد في 10 مارس 1960، في مدينة السلط. نشأ وترعرع صالح خريسات في مدينة السلط و كان مثالا للرجل الذكي كما ورد عن أقربائه وعائلته وأصدقائه، أنهى مسيرته التعليمية الثانوية في الأردن. بعدها قام بالسفر إلى العراق حيث اندلعت حرب العراق مع الخليج، بعدها سافر إلى سورية ليجد نفسه منضما إلى حزب البعث، الأمر الذي دفع أهله بالضغط عليه حتى يعود إلى الأردن . وبحكم حبه الزائد لأبيه وأمه وإخوته، استجاب لهم وعاد إلى الأردن، ملقيا بكل أحلامه وطموحاته وراء ظهره نزولا عند رغبتهم، ليجد نفسه ملقا القبض عليه على الحدود، تم حظره من السفر خارج البلاد بعد خروجه من السجن، وكان جواز سفره مع المخابرات الأردنية.
تزوج في عام 1986، أنجب أولى بناته التي أسمى دار نشره على اسمها، فكان عنده من الأولاد الصبيان ثلاثة، ومن البنات اثنتين، كان أولاده من أولوياته، وكان التعليم أولى الأولويات، فما كان يسمح لأي ابن أو بنت بأن يوقف مسيرته التعليمية قبل الحصول على شهادة البكالوريوس، فكان حازما جدا في مسألة التعليم.كما وكان يعمل المسابقات في عطلة أولاده الصيفية محفزا إياهم على القراءة والمطالعة، فكان يملك مكتبة خاصة في منزله، يتجاوز عدد الكتب فيها 250 كتابا في شتى مجالات الأدب والفكر.
عمل خريسات في مجمع اللغة العربية في العاصمة عمان، وكان محبا لعاصمته وبلده. اشتهر بقلمه الحاد الذي لم يعرف الظلم أو السكوت عن الحق، كما واشتهرت مقالاته وكتاباته بالجرأة وكسر جميع قيود الخوف. كان كاتبا متعدد المجالات في قراءاته، متخصصا في كتاباته عن تراثنا العريق ومشاكلنا المعاصرة. فقام باصدار العديد من الكتب طول مسيرته الثقافية ومنها: كتاب تقاليد الزواج في الأردن، وكتاب الحماة والكنة، وكتاب الرأي العام الأردني، وكتاب تهذيب تاريخ الأمم والملوك، وكتاب جنوح الفكر، وكتاب سيكولوجية الضحك، و، وكتاب مشكلة الحرب، وكتاب المسرات والاحزان وكان هذا آخر مؤلفاته.
توفي في 02 يناير 2013 على سريره إثر نوبة قلبية .

## أعماله
انشأ في عمان دار آفاق للنشر والتوزيع، وهي مؤسسة ثقافية توعوية، وتنويرية، ساهمت في تألق الفكر، وازدهار العرفان، وعملت على التقارب بين الافراد والشعوب من خلال الكتابات الحرة. اصدرت دار آفاق منذ تأسيسها في العام 1992م العديد من الكتب والمؤلفات، في مختلف ضروب الفكر والمعرفة.

## مؤلفاته
- كتاب تقاليد الزواج في الأردن،
- كتاب الحماة والكنة،
- كتاب الرأي العام الأردني،
- كتاب تهذيب تاريخ الأمم والملوك،
- كتاب جنوح الفكر،
- كتاب سيكولوجية الضحك.[4]
- كتاب المسرات والاحزان،
- كتاب مشكلة الحرب